# Rage Against the Machine (album)
Rage Against the Machine is het debuutalbum van de band Rage Against the Machine. Het album werd uitgebracht op 3 november 1992 en bracht de singles "Killing in the Name", "Bombtrack", "Bullet in the Head" en "Freedom". In de Verenigde Staten werd de plaat driemaal platina en bereikte het plaats 368 op de lijst van de 500 beste albums aller tijden van Rolling Stone Magazine.

## Opnamen
Na het uitbrengen van de eerste demo en het optreden op Lollapalooza II kreeg Rage Against the Machine een contract bij Epic Records, een onderdeel van Sony. De band kon beginnen met opnemen. Dit deden ze tegelijkertijd met een Europese tour, samen met Suicidal Tendencies. Deze tour kwam ten einde in oktober 1992. De opnamen vonden plaats in Sound City en Scream Studios (Van Nuys).
Het album is gemixt door Andy Wallace en gemasterd door Bob Ludwig (bekend van U2, Madonna en Radiohead) in Masterdisk (New York). Zij hebben ervoor gezorgd dat dit album een zeer hoge productie-standaard heeft.

## Informatie
De voorkant van het album bevat een afbeelding van de Vietnamese monnik Thích Quảng Đức. Hij werd bekend nadat hij zich op 11 juni 1963 in brand stak op een druk kruispunt. Dit was een protestactie tegen het regime van de toenmalige president van Zuid-Vietnam, Ngô Đình Diệm. Đức protesteerde tegen het feit dat Diệm iedereen liet vervolgen die het boeddhisme in stand hield. Later zouden nog enkele vergelijkbare protestacties volgen. Na de gebeurtenis werd Đức (opnieuw) gecremeerd. Na de crematie was het hart van Đức nog steeds intact. Dit werd zo bijzonder gevonden dat zijn hart heilig werd verklaard en bewaard werd door de Reserve Bank of Vietnam. De fotograaf, Malcolm W. Browne, won de World Press Photo of the Year-prijs voor deze foto in hetzelfde jaar.
De tekst van Take the Power Back gaat onder andere over het schoolsysteem in de Verenigde Staten. Ook roept De la Rocha de Amerikaanse bevolking op om zich tegen de Amerikaanse regering te keren. Tijdens sommige concerten riep hij voor aanvang van het nummer de zin The classroom is the last place to find the truth. In de tekst is een referentie naar The Weatherman te horen. Dat was een radicale organisatie in de jaren 70 die als doel had om de Amerikaanse regering omver te werpen. Het zesde nummer van het album, Know Your Enemy, bevat een kleine stuk zang van Maynard James Keenan, de zanger van rockband Tool. De tekst beweert dat de Verenigde Staten zichzelf profileert als het beloofde land, maar ondertussen de vrijheid van mensen ontneemt. Het nummer eindigt met 8 gesproken woorden van De la Rocha: Compromise (compromis), Conformity (conformisme), Assimilation (assimilatie), Submission (onderwerping), Ignorance (onwetendheid), Hypocrisy (hypocrisie), Brutality (wreedheid), The Elite (de elite). All of which are American dreams.
Wake Up gaat over racisme binnen de Amerikaanse regering en de FBI. Rond 4 minuut 28 is gefluister te horen op de achtergrond. Zack de la Rocha leest een stuk uit COINTELPRO voor, een document van de FBI uit de jaren 60. COINTELPRO staat voor Counter Intelligence Program en werd gemaakt om de Amerikaanse mensenrechtenorganisaties zoals de Black Panther Party en Martin Luther King te ontregelen. Het stuk wat De la Rocha voorleest, betreft het gedeelte over de rechten voor de Afro-Amerikaanse gemeenschap en werd afgenomen van een FBI-memo van J. Edgar Hoover:

Voorkom een Messias die de zwarte nationalistische groeperingen bij elkaar brengt. Malcolm X was er zo een, hij is de martelaar van de huidige beweging. Ook Martin Luther King, Stokely Carmichael, en Elijah Muhammed solliciteren naar deze positie. Als King zijn zogenaamde trouw aan blanke liberale doctorines en geweldloze protesen laat varen, kan hij een serieuze kandidaat zijn. Vermijd geweld met de zwarte gemeenschap. Dit is een van de belangrijkste doelen van de Counter Intelligence Program. Ook al hebben we 'counter' in onze naam, toch zouden wij als eerste moeten handelen door potentiële gevaren te neutraliseren voordat zij met geweld reageren.

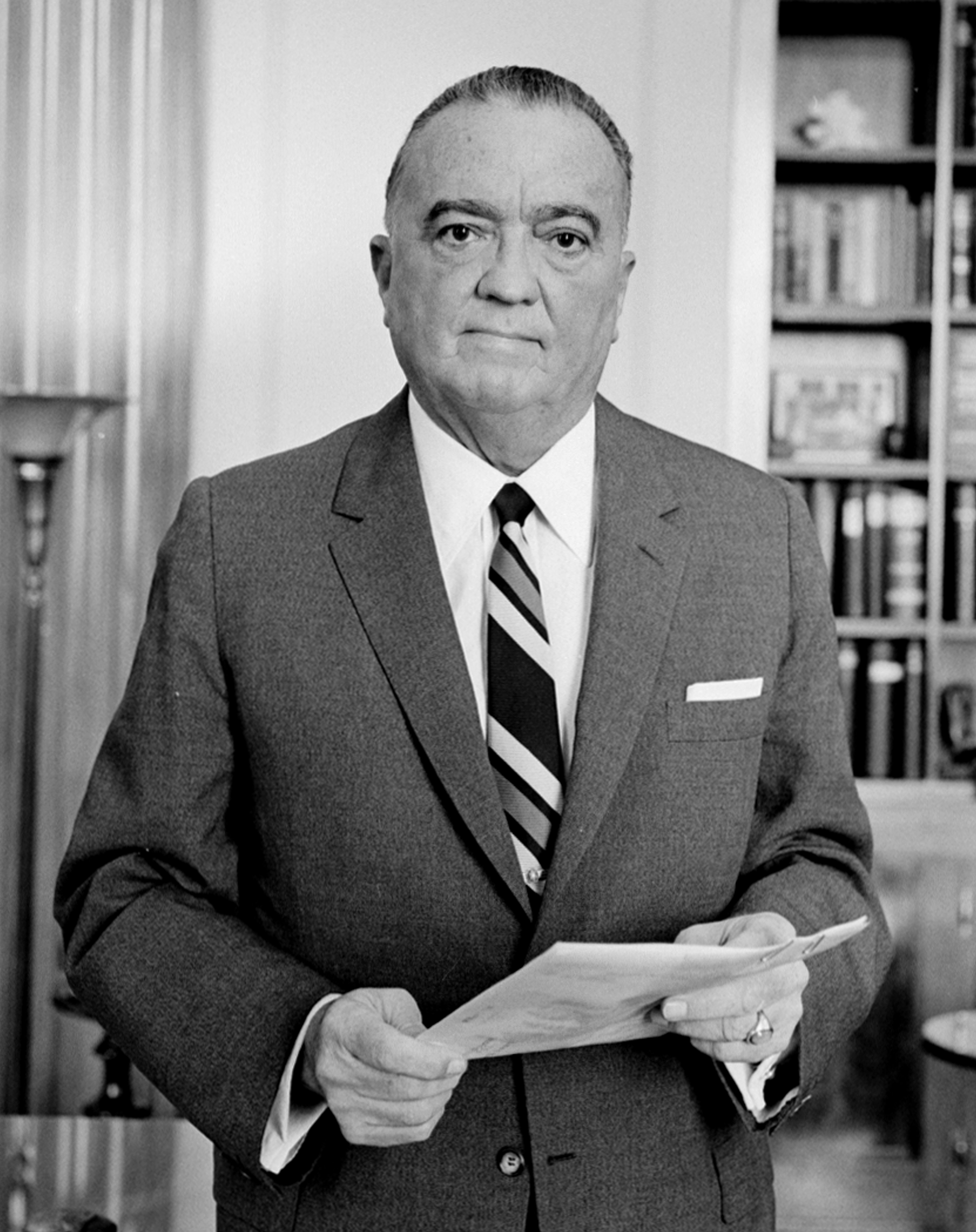
J. Edgar Hoover

Hoover wordt ook vermeld in het nummer in de zin Hoover, he was a body remover. Hoover was voor velen een Amerikaanse held vanwege zijn patriottisme en afkeer tegen het communisme. Een andere referentie naar de Black Panther Party is te horen in de zin Standin' with the fury that they had in '66, waarbij 1966 het jaar was waarin de Black Panther party werd opgericht. Ook Muhammad Ali (als 'Cassius') en Malcolm X (als 'X') worden vermeld.
Township Rebellion refereert onder andere aan de Apartheid in Zuid-Afrika. De la Rocha zingt Freedom should be fundamental: In Johannesburg, or South Central. South Central is een bijnaam voor het zuiden van Los Angeles, dat berucht staat om haar criminaliteit en achterstandswijken. Ook is er een referentie naar Kaap de Goede Hoop, in de zin To the cape of no hope.

## Tour
Een dag na de uitgave van het album treedt de band op in San Francisco. Tot en met januari 1993 worden er concerten in de Verenigde Staten gehouden. Op 26 januari komt de band voor het eerst in Europa voor een concert in Londen. De Europese tour duurt tot maart, waarin de band tweemaal in Amsterdam (Melkweg) te zien is en eenmaal in Brussel. In maart begint een nieuwe Amerikaanse tour met hiphopgroep House Of Pain. In mei keert de band terug naar Europa voor een nieuwe reeks concerten, waarbij enkele festivals worden aangedaan. Op 31 mei staat de band (voor de eerste keer) op Pinkpop. Vanaf juni was de band voor 3 maanden terug in de Verenigde Staten, met daarin het geruchtmakende optreden op Lollapalooza 1993.
Eind augustus is de band wederom terug in Europa. Op 28 augustus wordt er op Lowlands gespeeld. Het laatste Europese optreden van 1993 is 11 september in Brixton Academy (Londen). Een nieuwe reeks Amerikaanse concerten begint, met Cypress Hill als gasten vanaf mid-november. Op 31 december is de band voor het laatst in 1993 te zien in Detroit.

## Reacties
Recensent James Rotondi van Amazon.com noemt het album een van de beste hardrock-platen aller tijden. Timothy White van Billboard noemde Rage Against the Machine een veelbelovende act:

Dankzij de kracht van het album kan deze band gezien worden als een van de meest originele en virtuoze nieuwe rockbands van het land.

Het album Rage Against the Machine bleef na zijn debuut 89 weken in de Billboard Album Top 100 staan. Het album staat als een van de albums in het boek 1001 Albums You Must Hear Before You Die. Spin Magazine heeft het album op plaats 26 in de lijst van 90 Best Albums of the 90s. Killing in the Name is te horen in de spellen Grand Theft Auto: San Andreas en Guitar Hero II. Het nummer Wake Up werd gebruikt in The Matrix, een film van de Wachowski's uit 1999. In deze film werd het nummer een klein stuk afgekort.
| Hitlijst                  | Positie |
| ------------------------- | ------- |
| Billboard Top Heatseakers | 1       |
| The Billboard 200         | 45      |
| UK Album Chart            | 17      |

## Tracks
1. "Bombtrack" – 4:05
2. "Killing in the Name" – 5:14
3. "Take the Power Back" – 5:37
4. "Settle For Nothing" – 4:48
5. "Bullet in the Head" – 5:09
6. "Know Your Enemy" – 4:55
7. "Wake Up" – 6:04
8. "Fistful of Steel" – 5:31
9. "Township Rebellion" – 5:24
10. " Freedom" – 6:06

### B-sides
1. "Darkness of Greed" – 3:40  Bonusnummer Australische versie uit 1995, re-issue uit 1999 van Killing in the Name
2. "Clear the Lane" –  Re-issue uit 1999 van Killing in the Name

### Australische bonus disc
Op 20 november 1995 werd in Australië een speciale uitgave van het album uitgebracht door Epic. Het doel van deze plaat was om de Australische toer van Rage Against the Machine op dat moment te promoten. De band had enkele concerten in Australië gepland in januari/februari 1996. Op de bonus disc staat een live-versie van Take the Power Back, opgenomen op 11 april 1993 in Vancouver. Year of the Boomerang (dat ook op Evil Empire staat) is dezelfde versie als die op de Higher Learning soundtrack.
De 4 nummers werden als extra schijf bij de originele schijf gevoegd.
1. "Darkness of Greed" – 3:40
2. "Year of the Boomerang" – 4:02
3. "Freedom (Remix)" – 6:01
4. "Take the Power Back (live)" – 6:11

## Medewerkers
| - Zack de la Rocha - Zang - Tom Morello - Gitaar - Tim Commerford (vermeld als Timmy C.) - Basgitaar - Brad Wilk - Drums - Maynard James Keenan - Zang (op Know Your Enemy) - Stephen Perkins - Percussie - Garth 'GGGarth' Richardson - Producer | - Stan Katayama - Producer - Craig Doubet - Producer - Jeff Sheehan - Producer - Bob Ludwig - Mastering - Midas - Mixen / Productie - Andy Wallace - Mixen - Steve Sisco - Mixen |